# Kilpeck

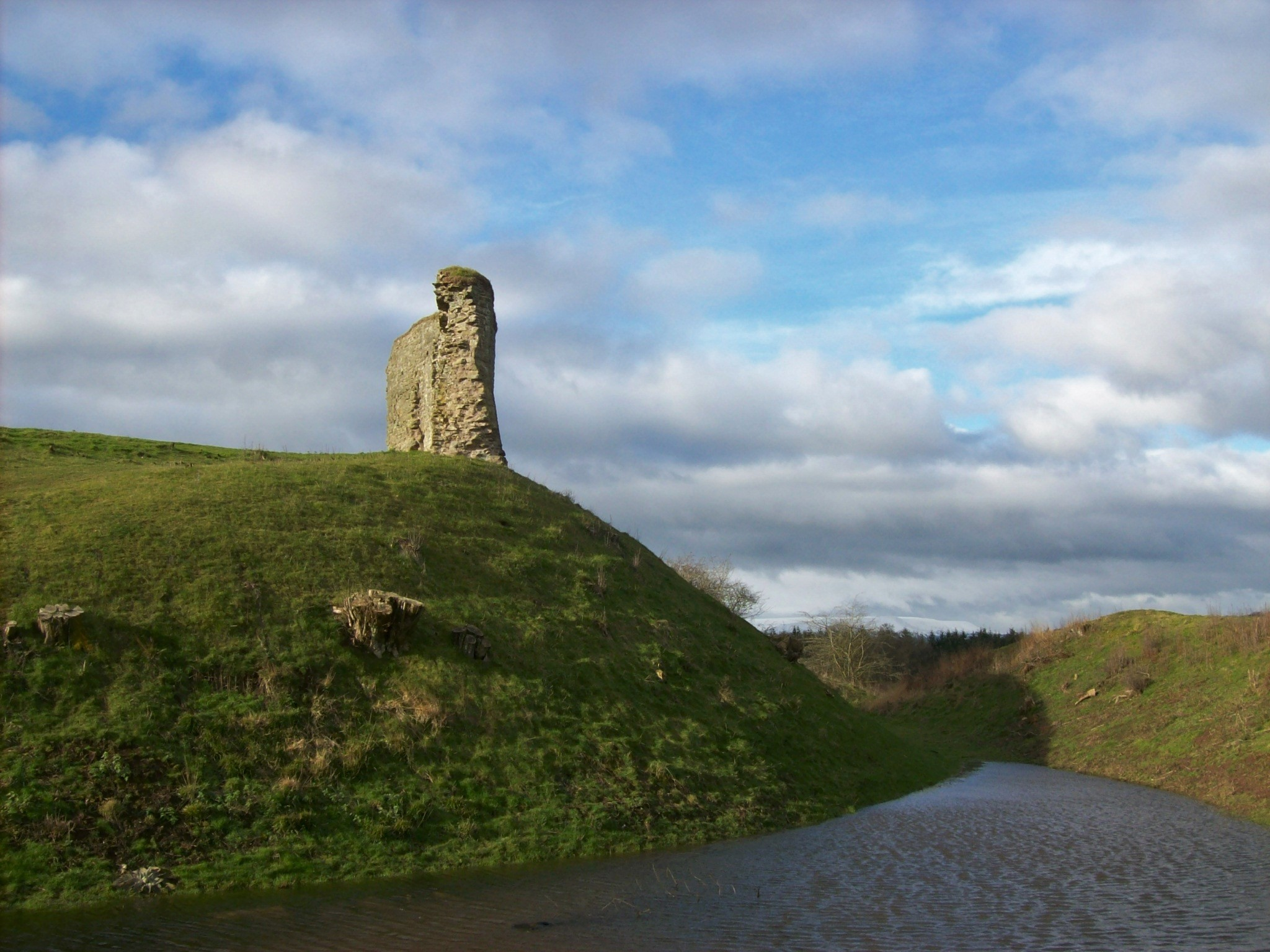
Kilpeck (Herefordshire): le rovine del castello

Kilpeck è villaggio con status di parrocchia civile dell'Inghilterra centro-occidentale, facente parte della contea dello Herefordshire e situato al confine con il Galles. Conta una popolazione di circa 200 abitanti.

## Etimologia
Il toponimo Kilpeck deriva forse dal termine gallese Kil Pedic, che significherebbe "cella di San Pedic".

## Geografia fisica

### Collocazione
Il villaggio di Kilpeck si trova nella parte sud-occidentale della contea di Herefordshire, tra le località di Hereford e Abergavenny (rispettivamente a sud-ovest della prima e a nord est della seconda).

## Storia
Il villaggio è citato già nel Domesday Book (1086) come Chipeete. Nel testo si dice che Guglielmo il Conquistatore cedette il villaggio a William fitz Patrick.

## Monumenti e luoghi d'interesse

### Chiesa di Santa Maria e San Davide
Tra i principali monumenti di Kilpeck, figura la chiesa parrocchiale dedicata a Santa Maria e a San Davide, che fu eretta intorno al 1140 e che si è conservata pressoché intatta.

### Castello di Kilpeck
Altro edificio storico di Kilpeck è il castello, un motte e bailey, risalente probabilmente al XII secolo.